# M 1-92
M 1-92, auch bekannt als Minkowskis Fußabdruck, ist ein protoplanetarischer Nebel im Sternbild Schwan. Der bipolare Nebel hat eine besondere Gestalt in Form zweier Keulen, die durch emittiertes Material des Zentralsterns geformt werden. Über die Entdeckung des Nebels berichtete Rudolph Minkowski im Jahr 1946.